# تلسکوپ بزرگ دو چشمی

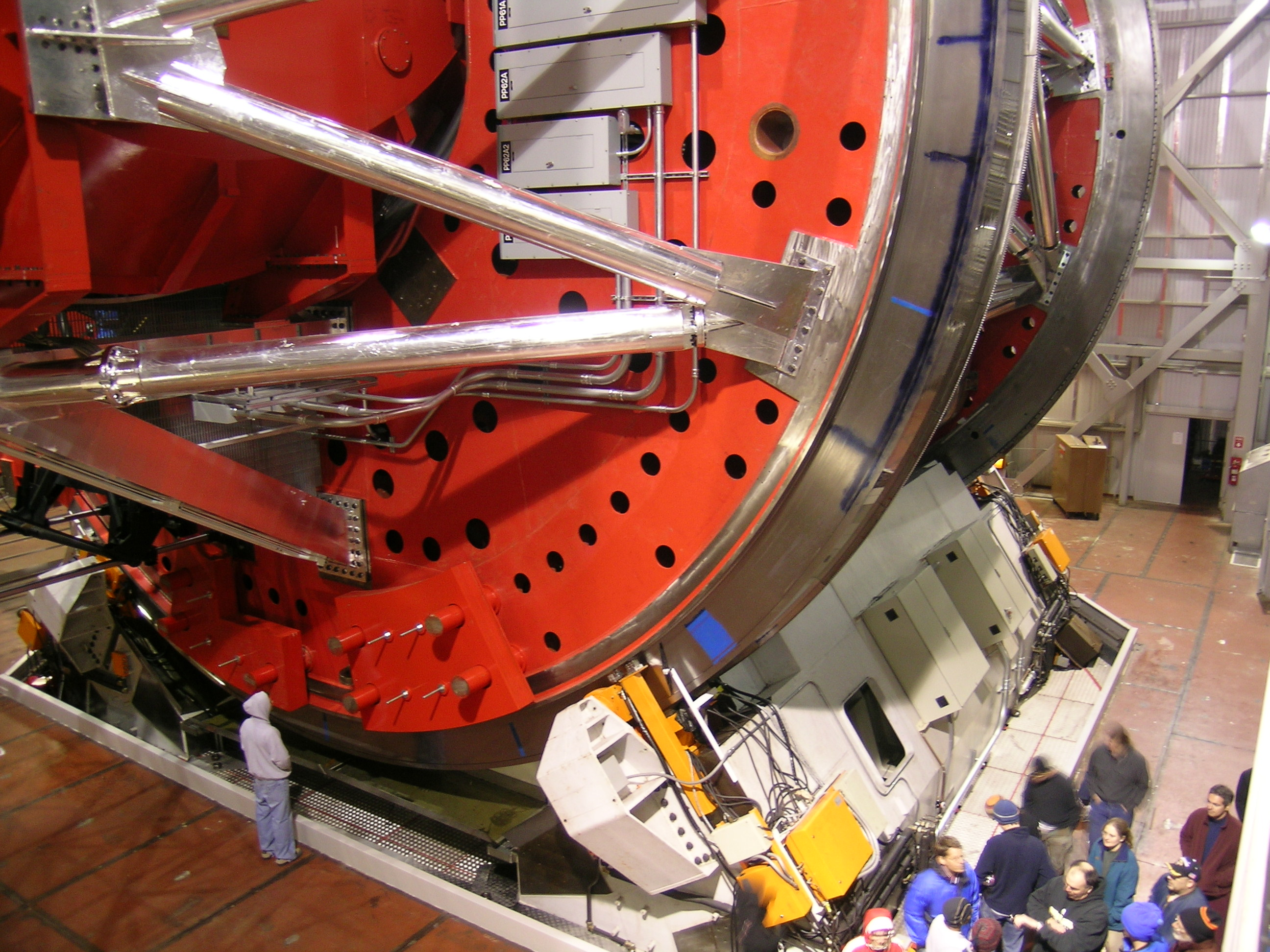
داخل تلسکوپ ال‌بی‌تی در ایالت آریزونای آمریکا.

تلسکوپ بزرگ دوچشمی (در انگلیسی: Large Binocular Telescope) یا به اختصار تبد که در انگلیسی ال‌بی‌تی (LBT) گفته می‌شود، در فهرست بزرگ‌ترین تلسکوپ‌های جهان، بزرگ‌ترین و قوی‌ترین تلسکوپ نوری (انعکاسی) ساخته شده است که در ارتفاع ۱۰٬۷۰۰-فوت (۳٬۳۰۰-متر) سطح زمین قرار دارد. این تلسکوپ در کوه گراهام، از رشته کوه‌های پینالئو ایالت آریزونای آمریکا قرار گرفته است و به عنوان بخشی از پروژه رصدخانه بین‌المللی کوه گراهام تحت عنوان لوسیفر شناخته می‌شود. تلسکوپ ال‌بی‌تی دارای یک تلسکوپ دوچشمی است و به اخترشناسان امکان خواهد داد تا کیهان را با جزئیات بیشتر و در اعماق ژرف‌تری جستجو کنند. برخلاف اکثر تلسکوپ‌های امروزی که حاوی یک آینه برای جمع‌آوری نور هستند، این تلسکوپ دوچشمی، متشکل از دو آینه عریض ۸٫۴ متری با فاصله کانونی ۱۴/۴ متر است.
قدرت تصویربرداری تلسکوپ ال‌بی‌تی در حدود ۱۰ برابر بهتر و واضح‌تر از تصاویر ارسالی از تلسکوپ فضایی هابل است. برای ساخت تلسکوپ ال‌بی‌تی حدود ۱۲۰ میلیون دلار آمریکا هزینه شده و عملی شدن طرح آن به دلیل مشکلات خاص در طراحی ابزار و تجهیزات اپتیکی و ساخت آن در حدود ۲۰ سال طول کشیده است. دانشگاه آریزونا اداره این تلسکوپ را بر عهده دارد. ال‌بی‌تی در اصل، به عنوان پروژه کلمبوس نامگذاری شد که پروژه‌ای مشترک میان اعضای مؤسسه ملی اخترفیزیک ایتالیا (INAF)، دانشگاه آریزونا، دانشگاه مینه‌سوتا، دانشگاه نوتردام، دانشگاه ویرجینیا و همین‌طور اینستیتوی اخترشناسی ماکس پلانک آلمان و انستیتوی فیزیک فرازمینی ماکس پلانک بود.

## نگارخانه

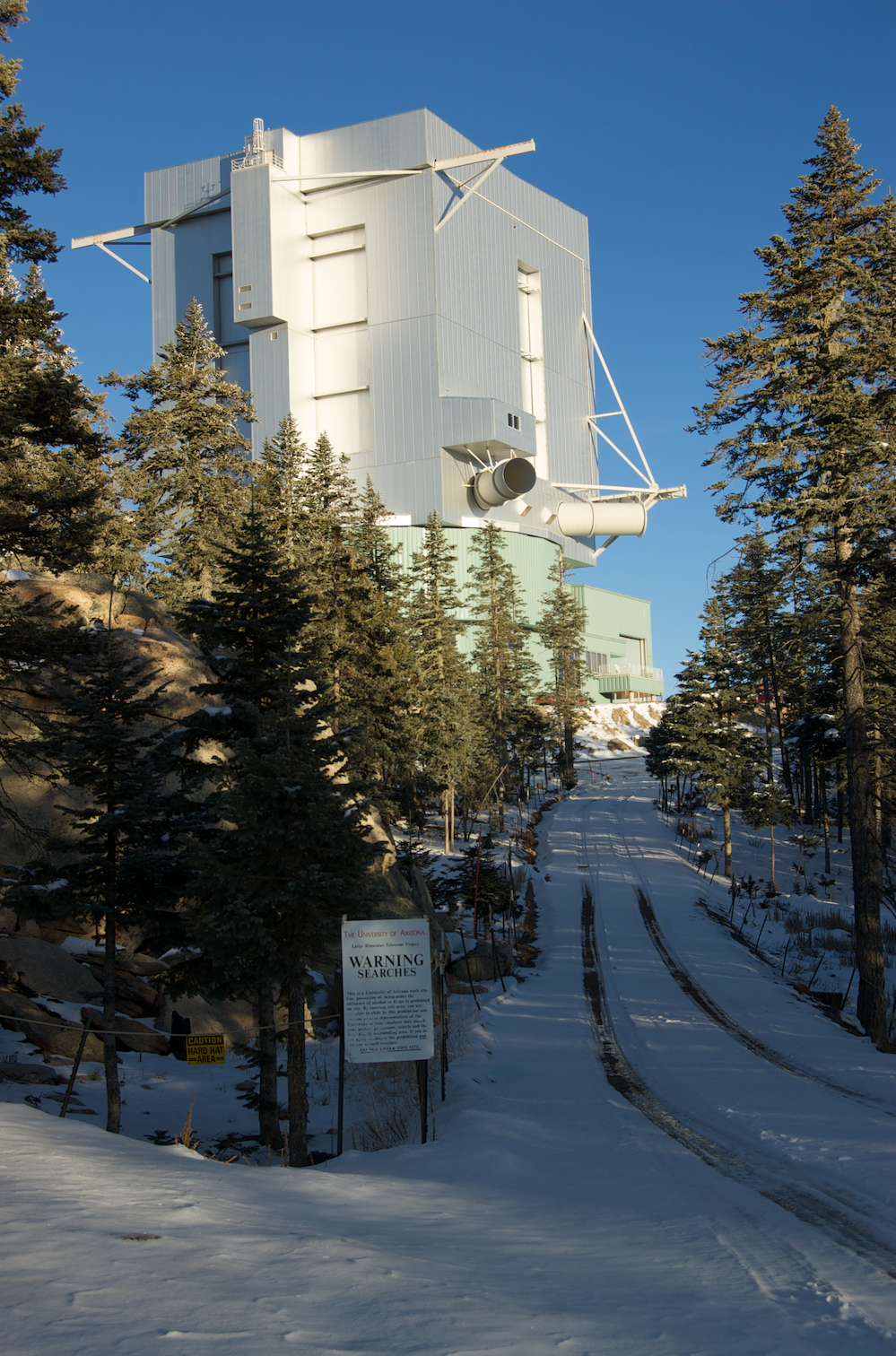
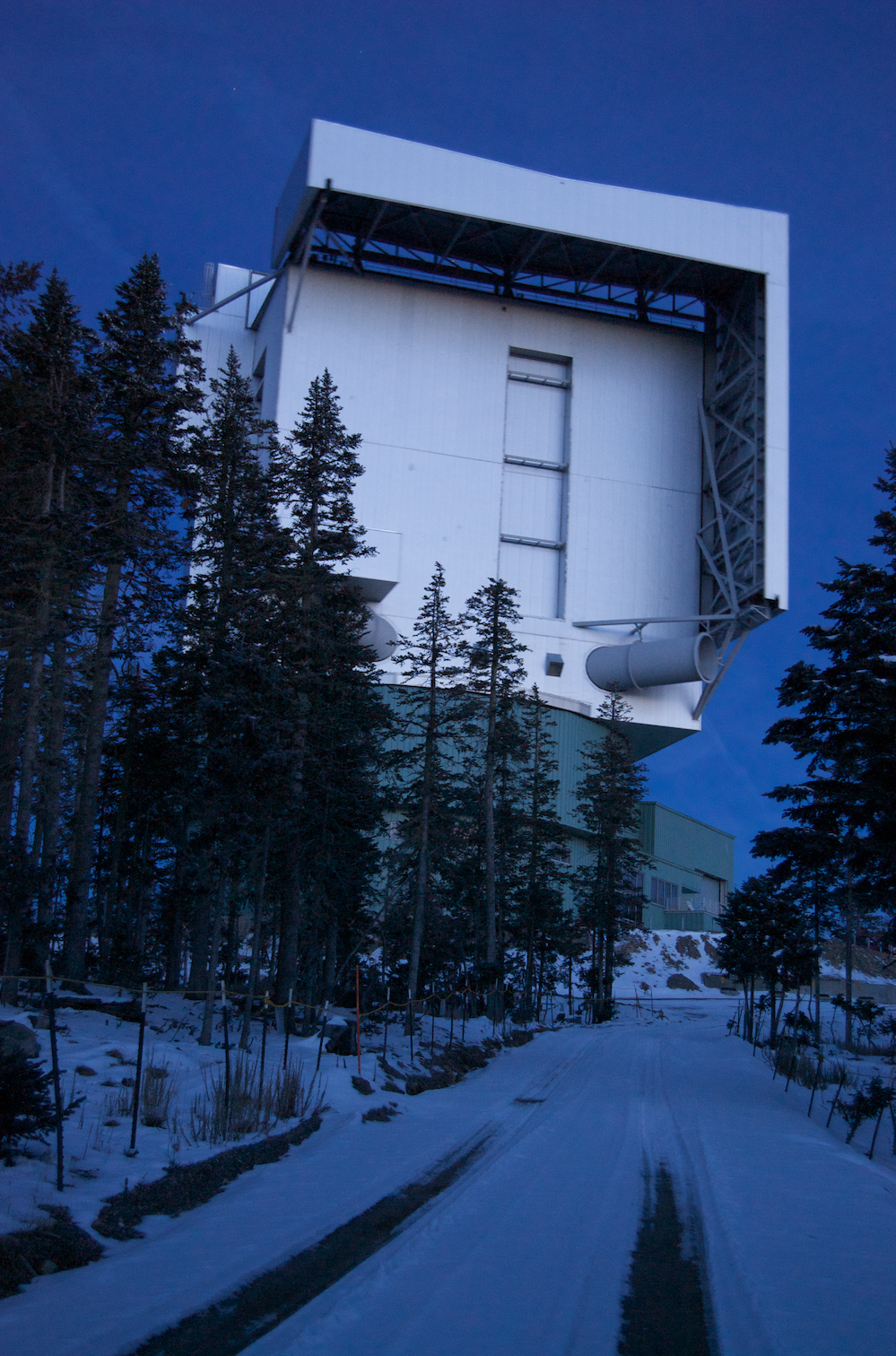
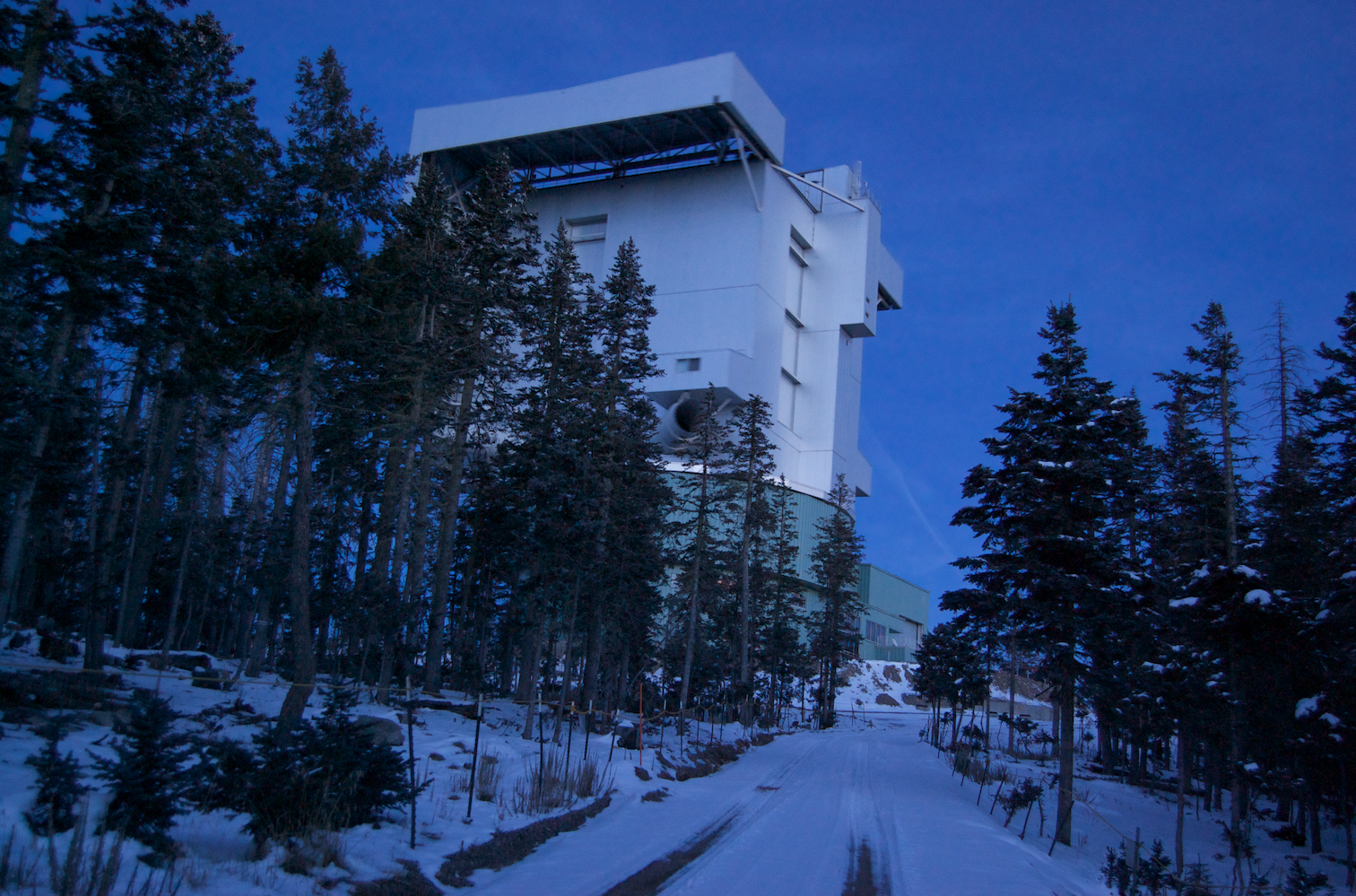
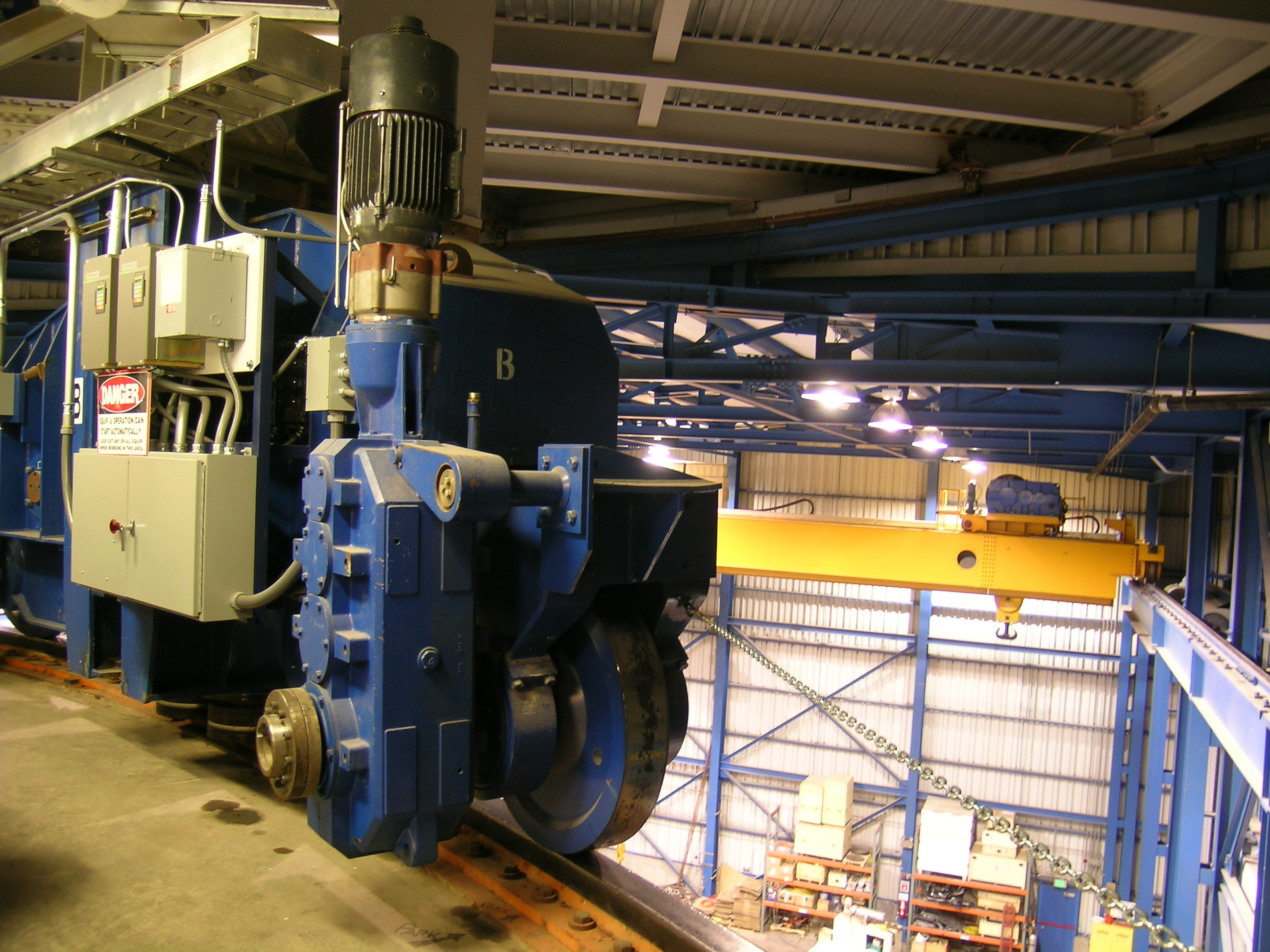
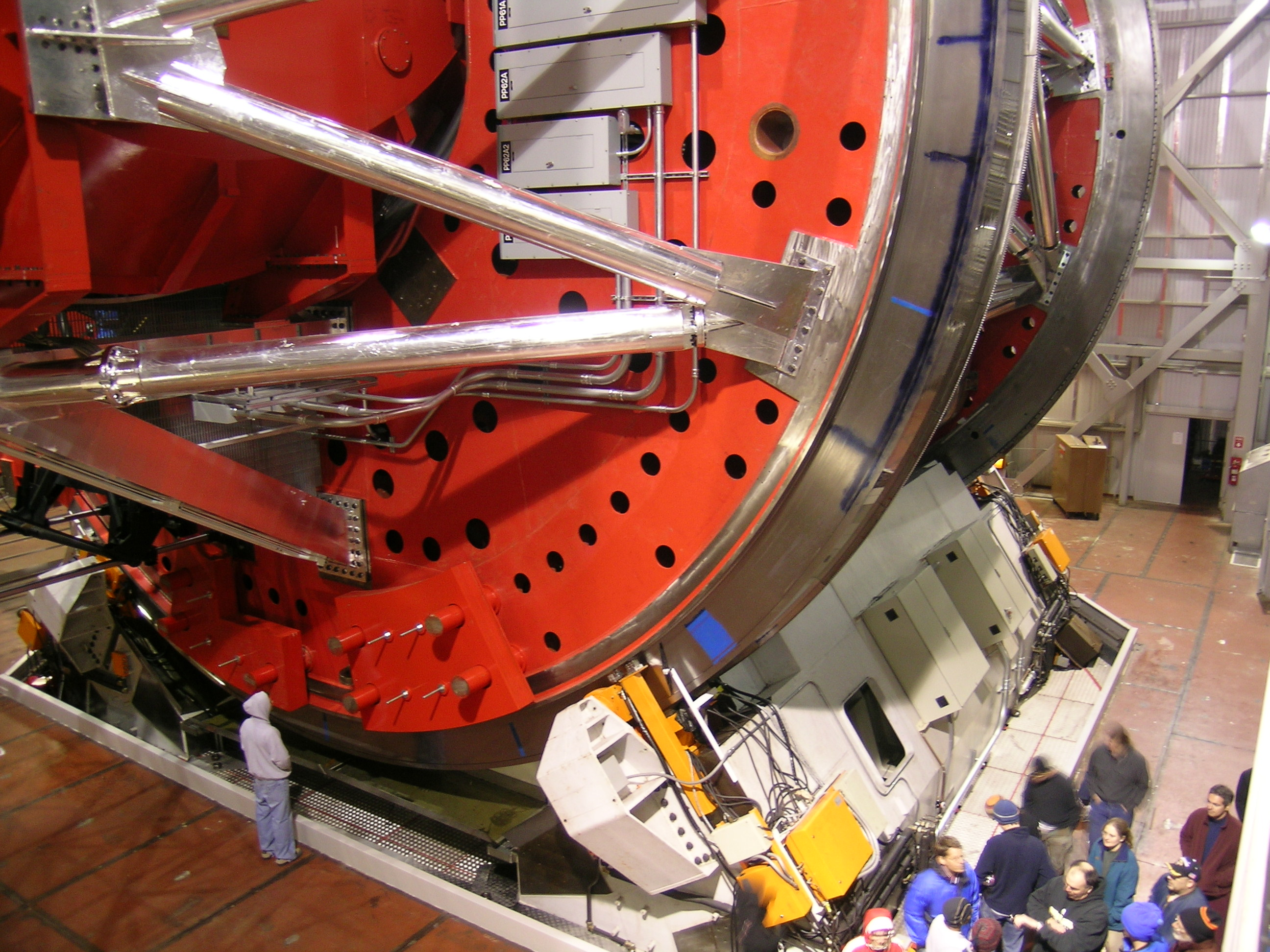
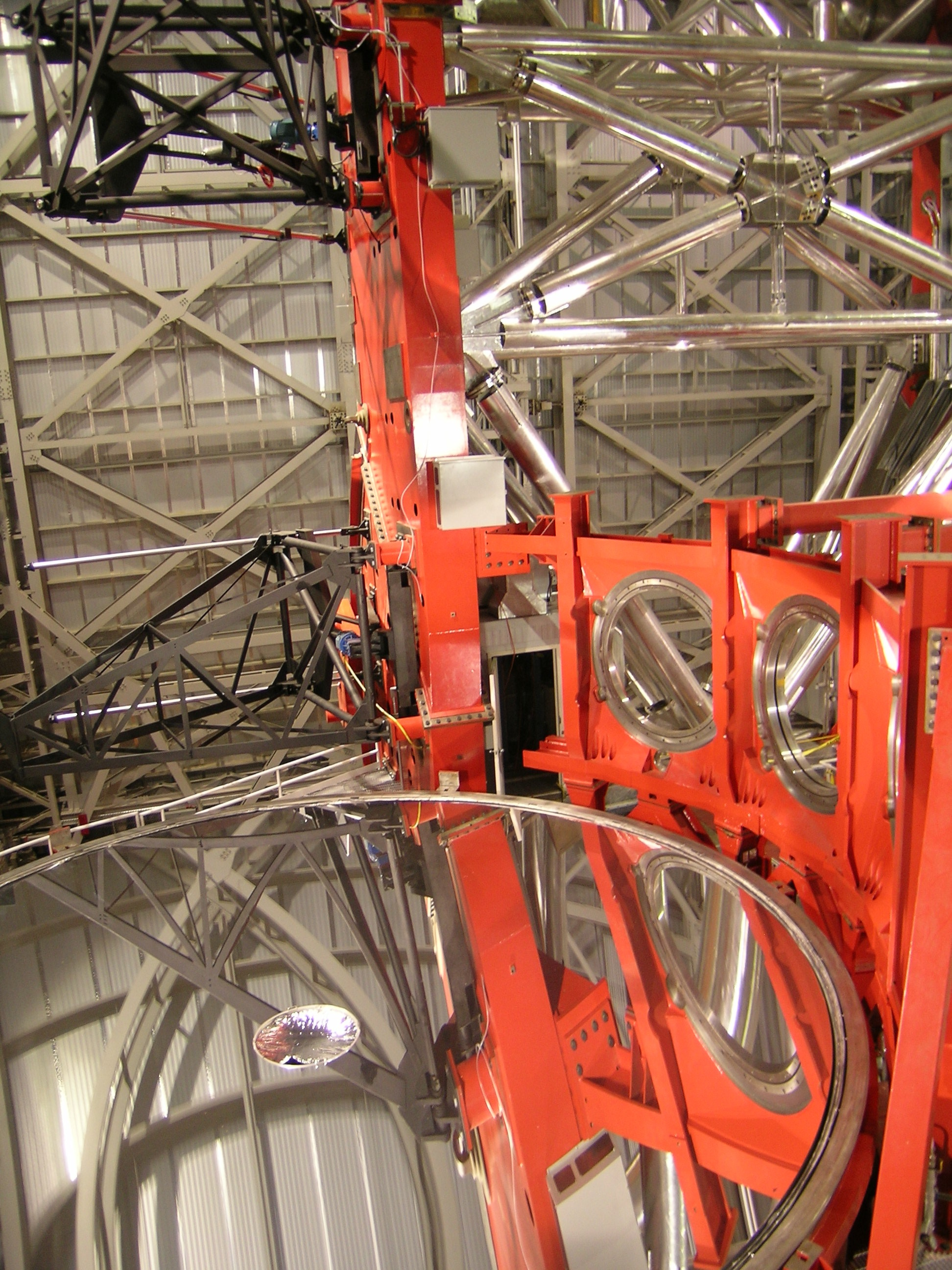
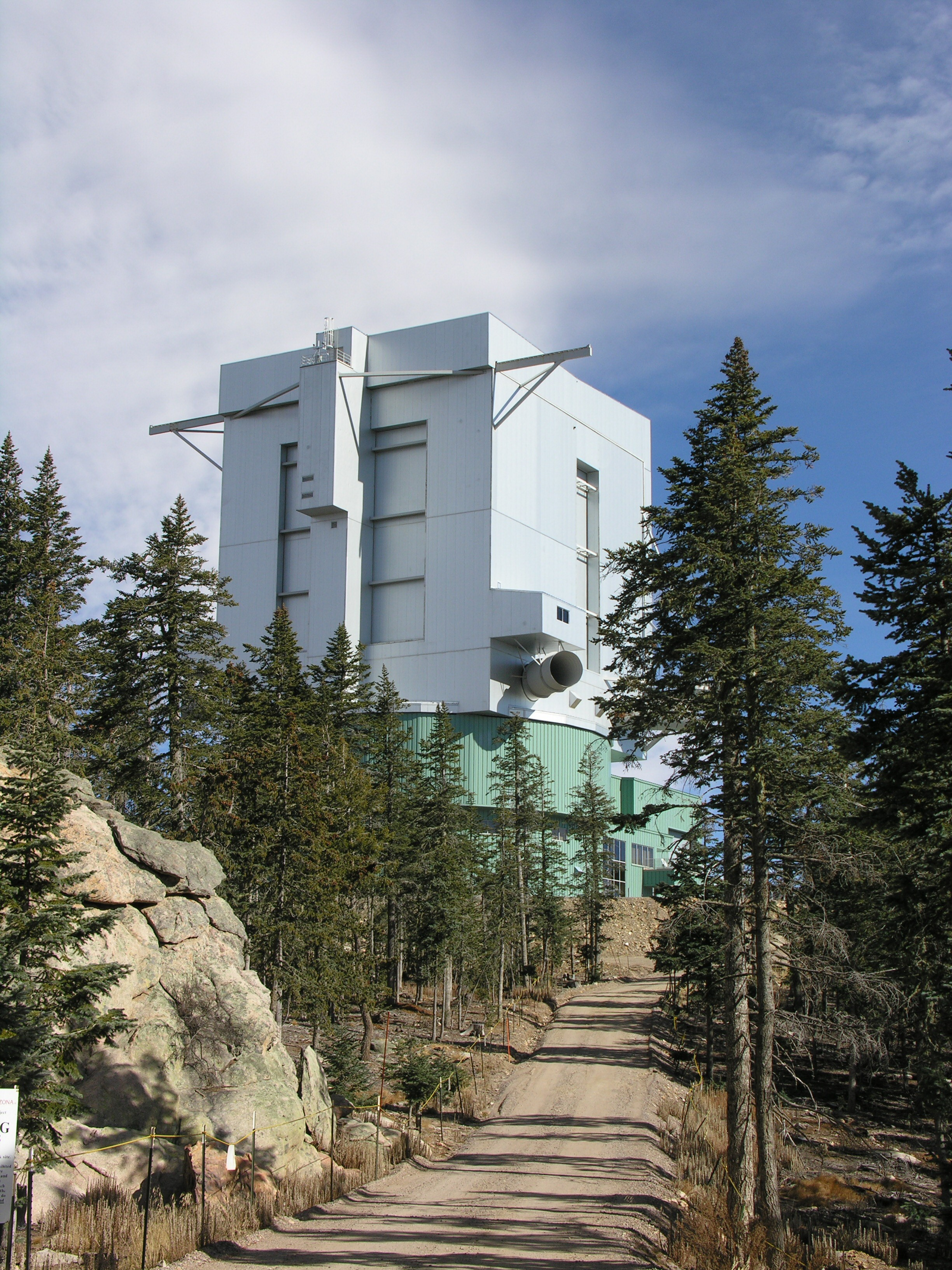